# Jan Konstanty Wolski
Jan Konstanty Wolski z Rusinowa herbu Godziemba – wojski wileński w 1690 roku, pisarz grodzki wileński w latach 1690-1707, podczaszy wileński w latach 1681–1691.
Poseł sejmiku wileńskiego na sejm 1690 roku, sejm nadzwyczajny 1693 roku, sejm 1695 roku.
Poseł sejmiku wileńskiego na sejm konwokacyjny 1696 roku.  Po zerwanym sejmie konwokacyjnym przystąpił do kofederacji generalnej w 1696 roku. W 1697 roku był elektorem Augusta II Mocnego z województwa wileńskiego.